# De stille Amerikaan
De stille Amerikaan (Engels: The Quiet American) is een roman van Graham Greene die in 1955 voor het eerst werd uitgegeven. Het boek werd tweemaal verfilmd: in 1958 en in 2002. Het boek heeft als thema's liefde, moord en de inmenging van de Amerikanen in Zuidoost-Azië.

## Inhoud
Het verhaal begint in Saigon, 1952, tijdens de Eerste Indochinese Oorlog. Thomas Fowler, oorlogscorrespondent voor de London Times, heeft een buitenechtelijke relatie met de Vietnamese Phuong. Zij laat hem in de steek voor de Amerikaan Alden Pyle, omdat Fowlers vrouw van geen echtscheiding wil weten. Tijdens een excursie naar het Noorden, dat gecontroleerd wordt door de communisten van Hồ Chí Minh, redt Pyle Fowlers leven. 
Pyle is een aanhanger van de Derde Macht. Hij wil dat Vietnam geen Franse kolonie blijft maar evenmin in handen valt van de communisten. Fowler ontdekt dat Pyle in naam van zijn overtuiging aanslagen pleegt met bommen die eruitzien als een fietspomp. Daarom wordt Pyle vermoord door enkele Vietnamezen, met Fowler als medeplichtige. Fowler gaat vrijuit wegens gebrek aan bewijs. Phuong komt bij hem terug, want zijn vrouw is ondertussen toch bereid om te scheiden.